# Величківка (Миргородський район)
Величківка — село (до 2007 року — селище) в Україні, у Миргородському районі Полтавської області. Населення становить 104 осіб. Входить до складу Ромоданівської селищної громади.

## Географія
Село Величківка знаходиться на відстані 1,5 км від сіл Березівка (Лубенський район) та Ромодан. Поруч проходить залізниця, станція Шишаки за 3 км.

## Історія
- 2007 — змінений статус з селища на село.

## Населення
Згідно з переписом УРСР 1989 року чисельність наявного населення селища становила 159 осіб, з яких 77 чоловіків та 82 жінки.
За переписом населення України 2001 року в селі мешкало 158 осіб. 100 % населення вказало своєю рідною мовою українську мову.

## Відомі люди

### Народились
- Безсмертна Ганна Іванівна — головний інженер Дніпропетровського швейного виробничого об'єднання «Дніпро», голова правління ЗАТ «Дніпро» Дніпропетровської області. Депутат Верховної Ради УРСР 9-10-го скликань.